# زمردماهی دم‌جارویی
زمردماهی دم‌جارویی (نام علمی: Cheilinus lunulatus) نام یک گونه از تیره زمردماهیان است.